# Nellie, Ohio
Nellie, Ohio (енгл. Nellie) град је у америчкој савезној држави Охајо.

## Демографија
По попису из 2010. године број становника је 131, што је 3 (-2,2%) становника мање него 2000. године.
| Група             | 2000.       | 2010.       |
| Белци             | 129 (96,3%) | 129 (98,5%) |
| Афроамериканци    | 1 (0,7%)    | 0 (0,0%)    |
| Азијати           | 0 (0,0%)    | 0 (0,0%)    |
| Хиспаноамериканци | 0 (0,0%)    | 0 (0,0%)    |
| Укупно            | 134         | 131         |